# Hermonassa kaschmiricola
Hermonassa kaschmiricola là một loài bướm đêm trong họ Noctuidae.